# Philorhizus elliptipennis
Philorhizus elliptipennis es una especie de escarabajo de la familia Carabidae.

## Distribución geográfica
Es endémica de Tenerife, islas Canarias (España).